# 麵粉袋

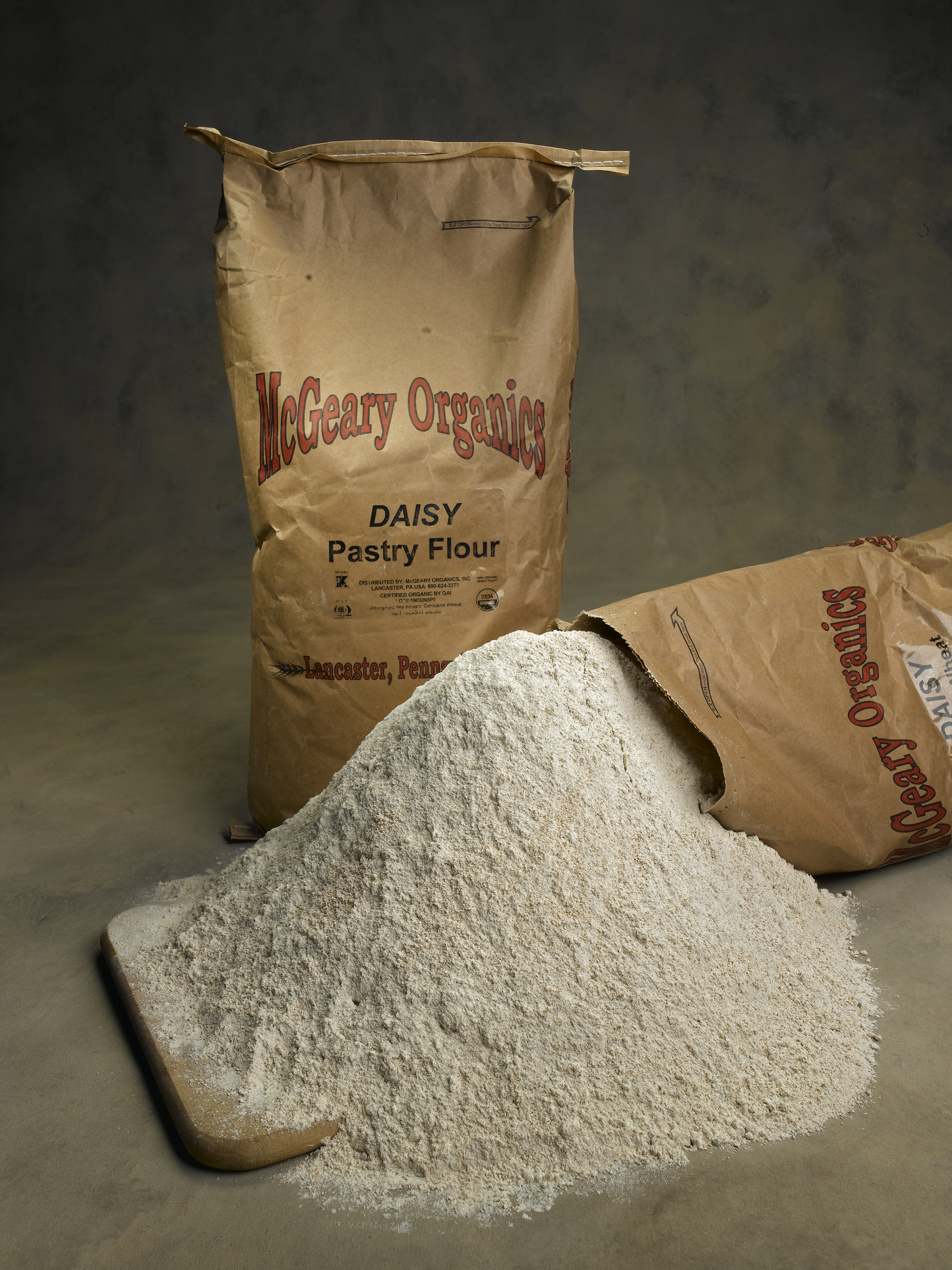
打開多層壁紙麵粉袋

麵粉袋或麻袋的尺寸和材質多種多樣，從棉布或編織聚丙烯製成的大包裝袋到通常由紙製成的較小消費包裝袋。

## 包裹類型

### 散裝包裝

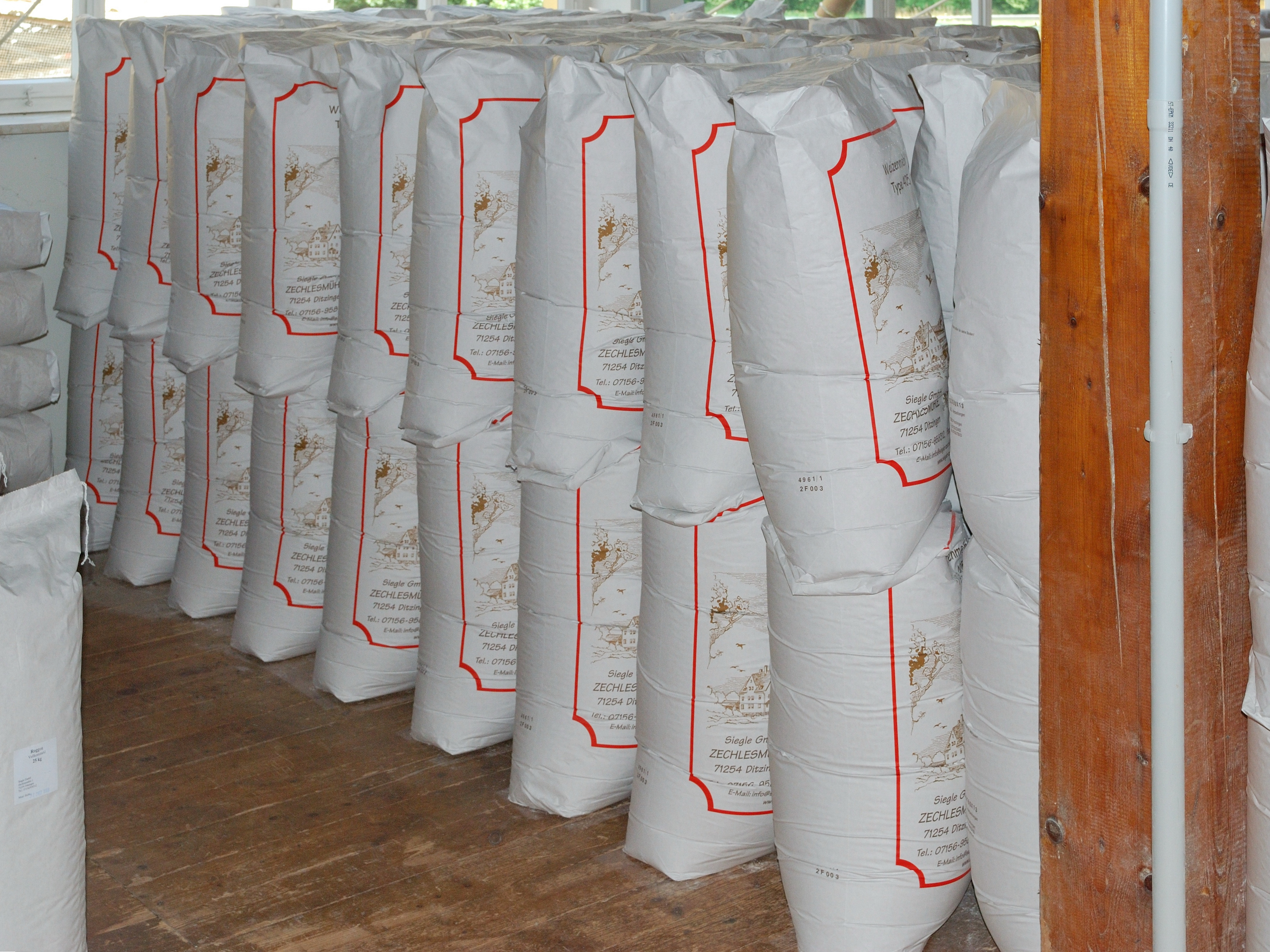
40公斤。多層壁紙麵粉袋

麵粉通常從磨坊主運送到麵包店、機構和其他大宗用途。尺寸範圍從10 公斤到 100 公斤。一種傳統的建築材料是廉價的棉布袋。這些印花棉布袋有時被視為收藏品；其他時候，麵粉袋布料被重新用於製作各種家居用品。

### 消費包裝

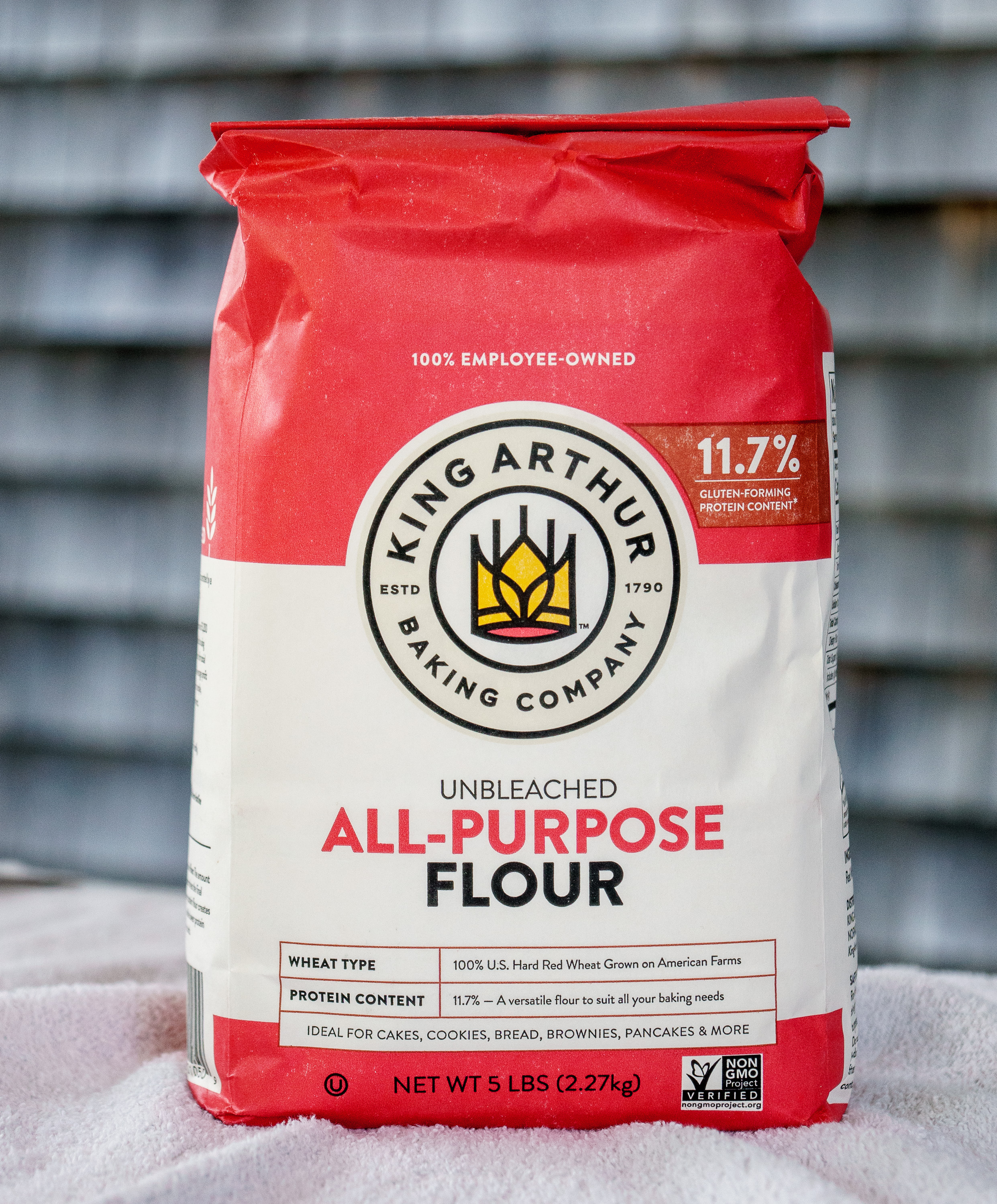
紙袋麵粉。 5磅，2.27公斤

消費品包裝通常是用紙製成的袋子或麻袋。也可以使用塑膠薄膜，有時具有可重新密封的特性。

## 注意事項

### 內容
有多種小麥粉可供選擇。麵粉也可以由其他穀物、根莖、堅果等製成。包裝工程師和食品科學家需要了解特定麵粉的特性、預期的處理和物流系統以及所需的保質期。 包裝形式和材料可以根據這些需求進行配對。

### 昆蟲

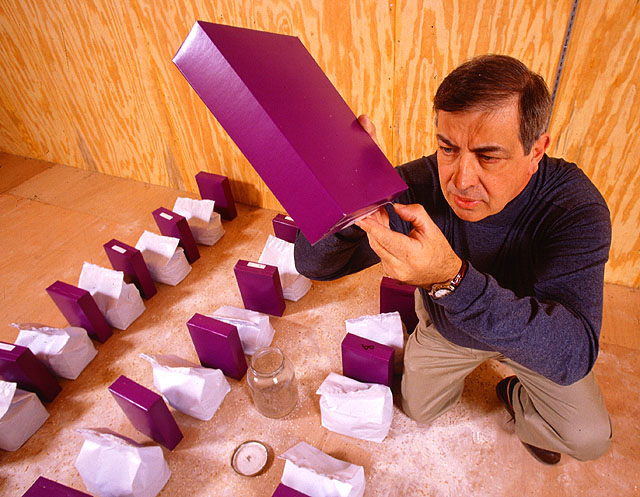
測試包裝抵抗昆蟲侵擾的能力

昆蟲可能會造成問題。如有合適的殺蟲劑，可使用；必須小心謹慎以確保產品安全。密封塑膠袋也有幫助。 當發現蟲害時，阻止其進一步生長的方法之一是將麵粉袋冷凍幾天。 

## 文化影響
- 麵粉袋布料已成為消費者製作自己紡織品的廉價布料來源。
- 印花棉布袋有時被視為收藏品。